# واندا جویل
واندا جویل (انگلیسی: Wanda Jewell؛ زادهٔ june ۱۹, ۱۹۵۴ (۷۰ سال)) ورزشکار ورزش تیراندازی اهل ایالات متحده آمریکا است.
وی در مسابقات کشوری و بین‌المللی در مجموع برندهٔ ۱ مدال برنز شده‌است.